# Luna cero dos
Luna cero dos (título original: Moon Zero Two) es una película británica de ciencia ficción de 1969 de Roy Ward Baker y protagonizada por James Olson y Catherine Schell. El guion está basado en una historia de Gavin Lyall, Frank Hardman y Martin Davison y es considerado como el primer western espacial jamás creado. 

## Argumento
En el año 2021 la Luna ha sido colonizada bajo el auspicio de la ONU. Desde entonces existe la ciudad Lunar sobre el satélite y varios asentamientos menores, tales como Cara Oculta 5. Allí, Bill Kemp, conocido como el primer hombre que aterrizó en Marte antes del fin de las exploraciones espaciales desde entonces en favor de la colonización de los planetas ya explorados como la Luna, Marte y Venus, hace desde ese acontecimiento trabajos por encargo en el espacio de la órbita lunar junto con su colega Korminski en una nave espacial lunar llamada Luna cero dos.
Un día, ellos aterrizan en el puerto espacial de Ciudad Lunar y allí Kemp conoce entonces a Clementine Taplin, una joven que busca a su hermano Wally, que ha participado en una expedición minera a la parte trasera de la luna, tomó parte de ese lugar como concesión por dos años y que se considera perdido. Más tarde, Kemp se encuentra a la jefa de policía, Liz Murphy, que le informa que pronto no podrá utilizar su nave espacial envejecida a no ser que la renueve totalmente. Luego Kemp conoce al millonario Hubbard, quien le hace la oferta de comprarle una nueva nave espacial a cambio de traer ilegalmente un asteroide de 6000 toneladas de zafiro, un metal precioso muy raro con valor parecido al diamante, a la superficie lunar en su lado trasero en una operación que duraría dos fases, algo que otro iba a hacer, pero que murió en un accidente.  
Kemp acepta la propuesta de Hubbard y en la primera fase él lleva como planeado el asteroide bajo la dirección de los hombres de Hubbard a la órbita lunar en su lado oculto. Después, Kemp se encuentra otra vez con Clementine, que le pide ayuda urgente en su búsqueda de su hermano al no haber podido encontrarlo estando además muy cerca el fin de su concesión. Kemp acepta y ambos van al lugar donde Wally tenía derecho a buscar minerales en el lado oculto de la Luna, ya que no les es posible contactarle por satélite a causa de la ausencia temporal del satélite encargado para ello, Para ello aterrizan en Cara Oculta 5 y desde allí van con un transporte a su territorio. 
Allí descubren el cadáver de Wally y pronto son atacados mortalmente por tres hombres que trabajan para Hubbard. Consiguen matarlos y descubren que Wally fue asesinado con cianuro y que Hubbard lo orquestó como parte de su plan de obtener la concesión de Wally, que había encontrado níquel e iba así convertirlo legalmente en propiedad suya, y poder traer así el asteroide a su territorio y poseerlo legalmente una vez que tuviese luego la concesión de su territorio tras su asesinato sin que nadie pudiera enterarse de su plan de haber hecho caer el asteroide sobre la luna, algo ilegal por el peligro potencial de un asteroide hacia los lugares habitados en la luna. 
Por ello, una vez que vuelven luego a Cara Oculta, ambos informan a la jefa de policía, que también estaba allí, sobre lo ocurrido. Sin embargo, Hubbard aparece poco tiempo después, mata a Murphy y obliga a Kemp a continuar con el plan de aterrizar el asteroide según la segunda y última fase del plan bajo amenaza de matar a Clementine en caso contrario. De esa manera Kemp y Korminski y Clementine vuelan con Hubbard y sus hombres al asteroide descubriendo también los planes de Hubbard de utilizar el zafiro para construir naves espaciales capaces de llegar al resto del sistema solar, cosa solo posible con ayuda del zafiro, lo que lo convertiría en el hombre más rico del mundo gracias a los minerales que encontraría en los restantes planetas.  
Cuando ellos están en el asteroide, Kemp y Korminski y Clementine hacen chocar a través de una treta el asteroide de forma imprevista contra la mina de Wally dejando a Hubbard y a su gente atrás, matándolos y salvando así sus vidas. Clementine consigue luego la concesión de Wally al poder probar su asesinato y convertirlo en su propiedad volviéndose muy rica por el zafiro que ahora tiene, habiéndose enamorado también de Kemp y viceversa.

## Reparto
- James Olson - Bill Kemp
- Catherine Schell - Clementine Taplin
- Warren Mitchell - J. J. Hubbard
- Adrienne Corri - Elizabeth Murphy
- Ori Levy - Korminski
- Dudley Foster - Whitsun
- Bernard Bresslaw - Harry
- Sam Kydd - Camarero
- Joby Blanshard - Smith
- Carol Cleveland - Azafata

## Producción
La Hammer, siempre recordada como un estudio dedicado al terror gótico, incursionó aquí como excepción en la ciencia ficción. queriendo así explotar la euforia que había en esa época, cuando hubo entonces el alunizaje de la misión norteamericana en julio de 1969. Para ello trazó en el film un rumbo que en su momento era novedoso y era trasladar las bases del western hacia el espacio. Finalmente, para llevarla a cabo, el estudio desembolsó uno de sus mayores presupuestos.

## Recepción
La película se convirtió así en un clásico del género, aunque también olvidado, ya que no tuvo éxito en la taquilla porque el estudio no sabía muy bien cómo venderla. Finalmente tampoco tuvo éxito inicial en las críticas, aunque tiene hoy en día la honra de haberse adelantado en diez años como primer western espacial a Atmósfera cero.